# Rock City (Krokus-Lied)
Rock City ist ein Lied der schweizerischen Hard-Rock-Band Krokus.

## Hintergrund
Rock City ist ein Song von Krokus aus dem 1981 erschienenen, fünften Studioalbum Hardware. Die Komposition, die auf dem Album an Position 7 steht, wurde wiederum vom Songwriter-Duo Fernando von Arb und Chris von Rohr verfasst. Der Song gehört zusammen mit Easy Rocker, Winning Man und Celebration zu den Klassikern des Albums und ist auch heute noch regelmäßig im Liveset der Band zu finden. Zu „Rock City“ wurde im legendären Hammersmith Odeon in London auch ein Videoclip gedreht.

## Veröffentlichung als Single
„Rock City“ war die erste von zwei regulären Singleveröffentlichungen aus dem Studioalbum Hardware und die insgesamt sechste Single von Krokus überhaupt. Die Single, der wie allen anderen zuvor erschienenen Veröffentlichungen der Band dieser Art eine Chartplatzierung verwehrt blieb, wurde im Jahre 1981 in drei verschiedenen Editionen mit demselben Coverartwork veröffentlicht: Während die niederländische 7″-Single nur den ebenfalls auf Hardware befindlichen Song „Mr. 69“ als B-Seite aufweist, enthält die rote 7″-Single für den britischen Markt zusätzlich als zweite B-Seite eine Liveversion des auch auf Hardware zu findenden Songs „Mad Racket“. Diese Liveaufnahme wurde wie die ebenso als B-Seiten verwendeten Liveversionen von „Bedside Radio“ und „Shy Kid“, die auf bestimmten Editionen der „Tokyo Nights“-Single und „Heatstrokes“-Single enthalten sind, beim Besuch des Radiosenders Radio Vara in Hilversum aufgenommen. Neben den regulären Singles existiert überdies eine britische 7″-Promosingle. Diese gleicht inhaltlich grundsätzlich der regulären britischen 7″-Single, allerdings ist der Titelsong „Rock City“ in einer auf 2:56 verkürzten Version enthalten.

## Titelliste
Niederländische 7″-Single
1. Rock City (4:43) (Fernando von Arb/Chris von Rohr)
2. Mr. 69 (3:01) (von Arb/von Rohr)

Britische 7″-Single
1. Rock City (4:43) (von Arb/von Rohr)
2. Mr. 69 (3:01) (von Arb/von Rohr)
3. Mad Racket (Live) (4:00) (von Arb/von Rohr)

Britische 7″-Promosingle
1. Rock City (2:56) (von Arb/von Rohr)
2. Mr. 69 (3:01) (von Arb/von Rohr)
3. Mad Racket (Live) (4:00) (von Arb/von Rohr)

## Besetzung
- Gesang: Marc Storace
- Leadgitarre: Tommy Kiefer
- Rhythmusgitarre: Fernando von Arb
- Bass: Chris von Rohr
- Schlagzeug: Freddy Steady